# Kike Maíllo
Kike Maíllo est un réalisateur de cinéma espagnol, né le 3 juin 1975 à Barcelone.

## Biographie
Son premier long métrage, Eva, sorti en 2011, lui a valu en 2012 le prix du meilleur nouveau réalisateur à la 26e cérémonie des Goyas.
En 2014, il dirige un moyen métrage à l'occasion de la sortie du cinquième album du chanteur espagnol David Bisbal, Tú y yo, où sont intégrés quatre clips vidéos du nouvel opus. L'affiche est partagée avec María Valverde, Cristian Valencia et Bárbara Goenaga.

## Filmographie
- 1999 : Las cabras de Freud (court métrage)
- 2003 : Los perros de Pavlov (es) (court métrage)
- 2011 : Eva
- 2014 : Tú y yo (moyen métrage)
- 2016 : Toro
- 2020 : A Perfect Enemy (Cosmética del enemigo)

## Distinctions
- 2012 : Prix Goya du meilleur nouveau réalisateur pour Eva